# Михальчук Олександр Миколайович
Олександр Миколайович Михальчук (3 лютого 1952, Київ) — український дипломат. Надзвичайний і Повноважний Посол України в Республіці Перу (2013–2017).

## Біографія
Народився 3 лютого 1952 року в Києві. У 1974 році закінчив Київський державний педагогічний інститут іноземних мов, факультет іспанської мови. Володіє іноземними мовами: російською, іспанською та англійською. 
1997–2000 рр. — другий, перший секретар відділу багатостороннього роззброєння та заборони хімічної і біологічної зброї Управління контролю над озброєннями та роззброєння МЗС України.
2000–2004 рр. — перший секретар, радник Посольства України в Королівстві Нідерланди, заступник Постійного представника України при Організації про заборону хімічної зброї.
2004–2006 рр. — завідувач сектору, начальник відділу конвенційних проблем хімічної та біологічної зброї — секретар Національного органу України з виконання Конвенції про заборону хімічної зброї Департаменту контролю над озброєннями та ВТС МЗС України.
2006–2010 рр. — радник Посольства України в США, заступник Постійного спостерігача України при Організації американських держав.
2010–2011 рр. — заступник директора департаменту — начальник другого Північноамериканського відділу Другого територіального департаменту Міністерства закордонних справ України.
2011–2013 рр. — заступник директора департаменту — начальник Управління країн Західної Європи Другого територіального департаменту Міністерства закордонних справ України.
З січня 2013 по лютий 2017 р. — Надзвичайний і Повноважний Посол України в Республіці Перу.

## Дипломатичний ранг
- Надзвичайний і Повноважний Посланник 2 класу.